# Ciclabile della Pusteria
La pista ciclabile della Pusteria (in tedesco Pustertaler Radweg) fa parte delle piste ciclabili dell'Alto Adige. Questo percorso ciclabile parte da San Candido e discende tutta la val Pusteria fino a Fortezza, attraverso un percorso di 73 chilometri, in un affascinante paesaggio ai piedi delle Dolomiti.

## Descrizione

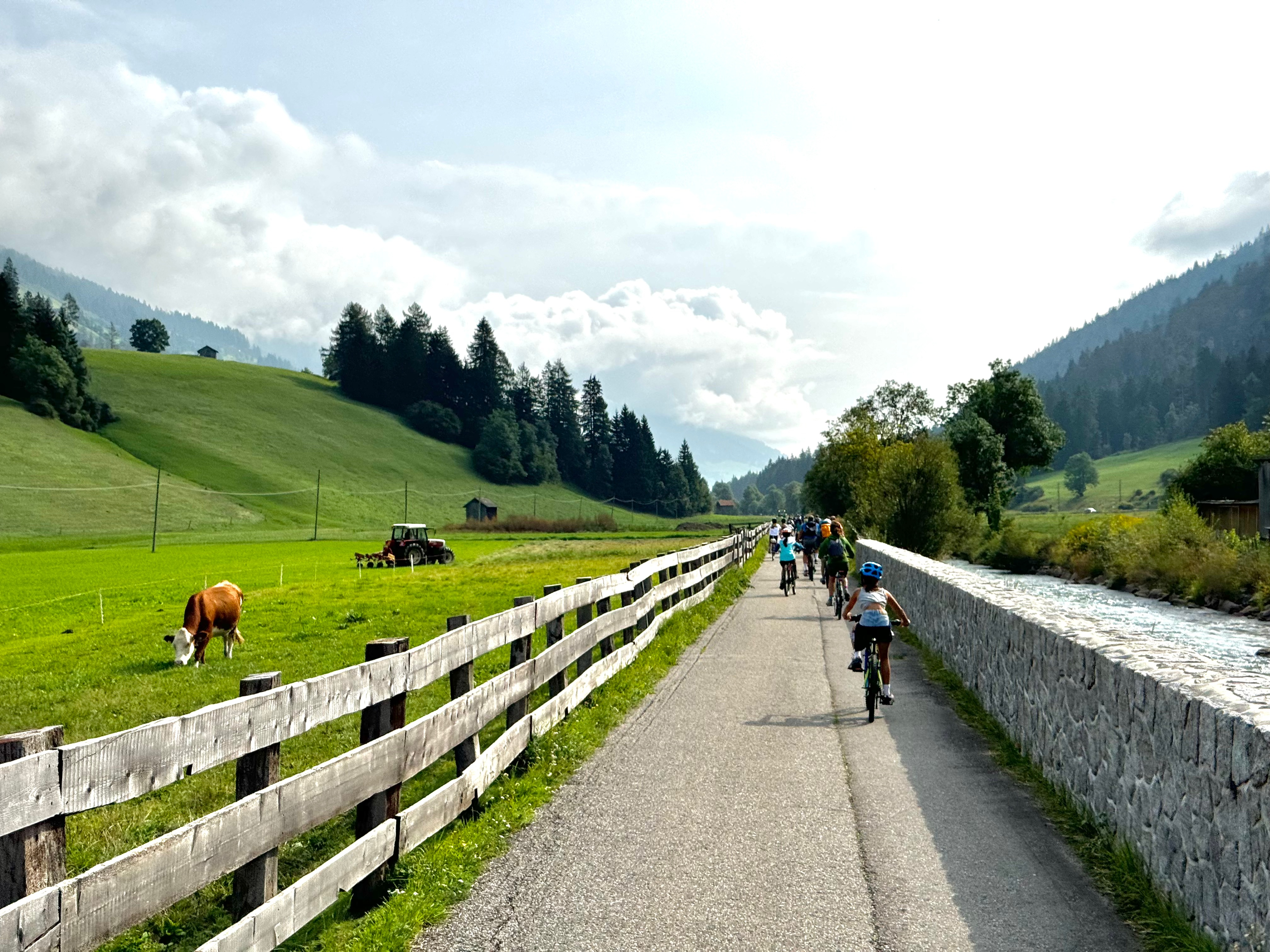
Un tratto della ciclabile

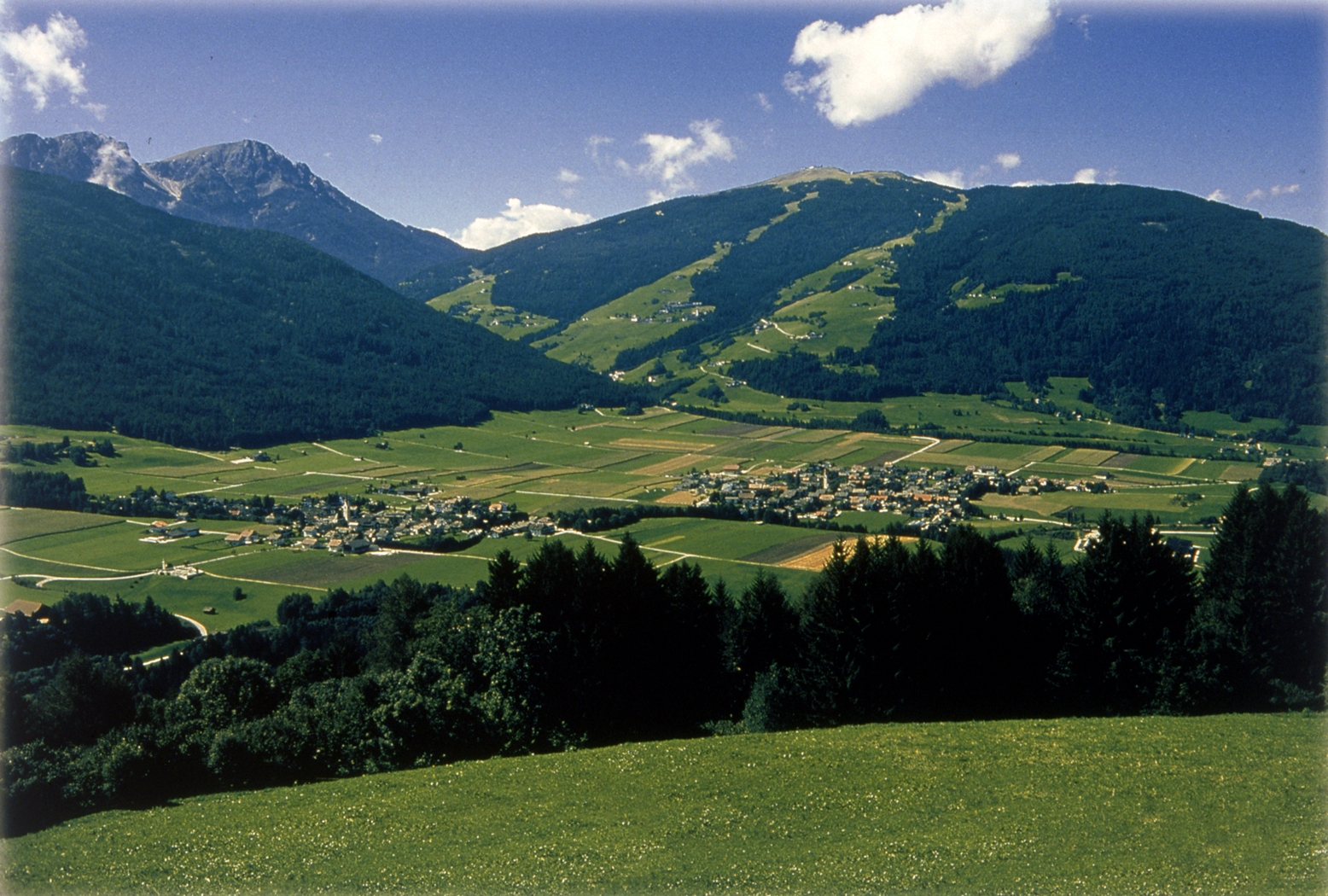
Valdaora

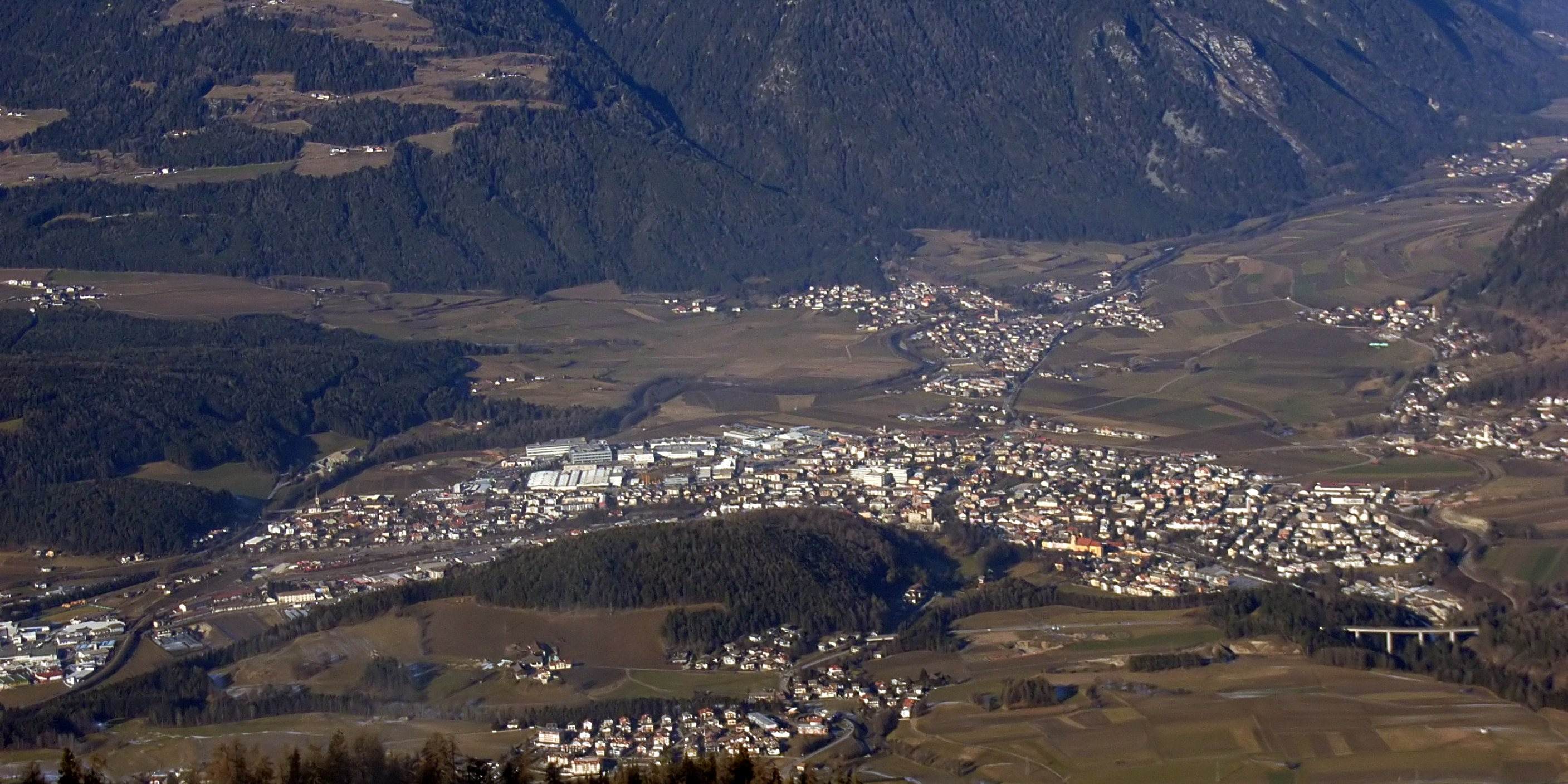
Brunico

La ciclabile della Pusteria è anche una ciclabile di collegamento, poiché collega la ciclabile Dobbiaco - Lienz, facente parte del più lungo percorso austriaco della ciclabile della Drava con la ciclabile della valle Isarco. Essa inoltre interseca anche altre ciclabili, quali la ciclabile delle Dolomiti.
La pista ciclabile della Val Pusteria è una delle arterie principali degli itinerari cicloturistici dell'Alto Adige. Il tracciato unisce San Candido a Fortezza in circa 70 km di percorso mediamente impegnativo. A differenza della ciclabile San Candido-Lienz che si sviluppa esclusivamente in discesa (procedendo dall'Italia all'Austria), pedalare verso Fortezza richiede comunque un minimo allenamento perché nel complesso si devono affrontare circa 700 metri di dislivello.
Giunti quindi alla fine della val Pusteria è possibile arrivare fino a Bressanone, dove si trova il collegamento con un'altra pista ciclabile: la Jakobsweg, un percorso che segue tutta la valle Isarco.

## Tappe principali
- San Candido (ted. Innichen) 1.175 m s.l.m.
- Dobbiaco (ted. Toblach) 1.256 m s.l.m.
- Villabassa (ted. Niederdorf) 1154 m s.l.m.
- Monguelfo (ted. Welsberg) 1.087 m s.l.m.
- Valdaora (ted. Olang) 1048 m s.l.m.
- Brunico (ted. Bruneck) 838 m s.l.m.
- San Lorenzo di Sebato (ted. St. Lorenzen) 810 m s.l.m.
- Chienes - Casteldarne (ted. Kiens - Ehrenburg) 784 m s.l.m.
- Vandoies (ted. Vintl) 755 m s.l.m.
- Rio di Pusteria (ted. Mühlbach) 749 m s.l.m.
- Bressanone (ted. Brixen) 575 m s.l.m.